# 江敏慈
江敏慈（1931年—）是视频网站Bilibili上的一位Up主，用户名为敏慈不老，因是Bilibili上罕见的年龄较大的Up主而受到关注。其投稿视频以生活类视频为主，大部分是江敏慈对自己生活经历的口述。

## 生活经历
1931年，江敏慈出生于中国广东省广州市江高镇（今屬白雲區），时值中國抗日戰爭时期。1938年10月，广州战役爆发，江敏慈和家人开始了逃难生活。
后来江敏慈进入教会学校读初中，在这段学习经历中，她养成了善于学习新知识的性格。初中毕业后，因为家庭经济困难，长辈准备让其放弃求学，让其嫁给一户在美國旧金山经营金礦的華僑人家以减轻家庭负担，但江敏慈并不愿意结婚，志在学习科学考上大学，故在母亲的支持下逃婚去投靠广州市區的舅舅家，继续她的学业。江敏慈的中考成绩达到了重点高中的分数线，本计划升读广雅中学，但因为申请助学金时被判定不符合资助政策而未获批准，其他几个重点高中也拒绝她的奖学金申请，因为当时的奖学金主要是面向于农民家庭，虽然江敏慈的父亲失业导致家庭贫困，但在分类上不属于农民家庭。贫穷的她只能听从原初中老师的建议选择就读免学费免住宿费的广东省第一师范学校。当时该学校属于中等师范学校，根据国家政策，学生的学费和住宿费由国家资助，但是毕业后不能报考大学，只能服从国家的分配到公立学校教书。这与江敏慈的理想不符，她希望就读大学，继续深造，但当时因为经济原因，只能作此选择。进入广东省第一师范学校就读后，江敏慈没有放弃自己的理想，所以在课余的时间自学高中的相关课程，并留意其他学校的招生资讯。两年后，她通过报纸看到位于湖南衡阳衡阳铁路学校面向广州招生。江敏慈很喜欢铁路相关的工作，便去参加了招生考试并在激烈的竞争中被成功录取。但因为她已经是中等师范学校的学生，根据当时的政策是不能中途退学，故只能在一位当时跟她关系较好的老师的帮助下逃离学校。但因为江敏慈是违反规定逃离逃离学校，所以户籍和粮食关系的转接没有完成，广东省第一师范学校的校长发现其逃学后亦准备追究责任把她抓回学校。之前帮助江敏慈逃学的老师请求校长不要追究江敏慈的责任，经过几个月的协商，校长表示如果江敏慈主动回来就不追究她的责任。此时，衡阳铁路学校亦发现了江敏慈的户籍和粮食关系存在问题，江敏慈对此佯装不了解后，学校最终决定帮其解决相关问题，而随着时间一久，广东省第一师范学校亦没有继续追究逃学这件事。就这样，江敏慈顺利在衡阳铁路学校继续她的学业，后来学校分配专业，她因为学习成绩较好被分配到了土木工程专业，但因为她不喜欢这个专业，故又成功申请换到了铁路机械专业。
从衡阳铁路学校毕业后，江敏慈进入南昌鐵路局（今中國鐵路南昌局集團有限公司）工作，参与过宝成铁路、成昆铁路、鹰厦铁路等中国多条重要铁路的修建。
退休后，江敏慈除了料理家务外，出于对学习的热爱，她还报读了老年大学学习知识。

## 视频创作经历
2020年4月新型冠狀病毒肺炎疫情期间，江敏慈通过孙子豆豆了解到Bilibili（简称B站）这个视频网站，并对Bilibili这个面向年轻人的社区非常感兴趣，加上之前她在老年大学学过简单的视频剪辑技术，所以她决定在Bilibili上传视频，成为一名Up主。听到江敏慈的想法后，豆豆感到不解，认为Bilibili不适合江敏慈这样的老年人，但还是帮助江敏慈注册了帐号，而江敏慈亦将自己的用户名起作「敏慈不老」，意在表示自己虽然年龄大了，但是心态不老，并在个人简介中写下「听说年轻人都在玩B站，我也想做up主 」。4月30日，她在豆豆的协助下拍摄剪辑并上传了第一个视频《我90岁了 可以来B站做up主吗？》。该视频发布不久后便获得大量的关注，很多用户评论「可以」、「欢迎奶奶」、「奶奶好」。
江敏慈的走红让她和她的家人感到很惊讶，而江敏慈也决定继续当一名Up主上传视频。江敏慈上传视频前会先用纸笔打提纲打草稿，也常与家人讨论选题，以了解年轻观众的想法，然后由孙子豆豆进行拍摄和视频剪辑和添加字幕，江敏慈进行校对，最后上传到Bilibili。而江敏慈亦在豆豆的帮助下尝试学习视频剪辑知识，希望自己能够有一天独立完成视频剪辑工作。而江敏慈亦把拍摄视频当作是自传的另一种形式，因为她之前就有撰写自传的想法，并且她希望自己的生活经历能够给当代年轻人带来启发，让年轻人了解中国的历史。

## 评价
在江敏慈发布视频后，有极小部分Bilibili用户质疑江敏慈或者她的家人是为了挣取Bilibili的创作者收入才拍摄的视频。对此，江敏慈的孙子豆豆非常生气，江敏慈则开导他，让他不要把这些言论放在心上，认为每个人都有不同的看法，没必要限制他人的想法。江敏慈表示自己并不看中关注人数和播放量，甚至一开始她还对相关指数没有概念，拍摄视频是出于自己的爱好。而大部分观众则支持江敏慈，有用户表示江敏慈很慈祥，自己看了江敏慈的视频后想起了自己的奶奶；有用户则表示江敏慈尽管年老还热衷于学习新生事物，这种精神和行为很可贵。
江敏慈的孙子豆豆觉得江敏慈是一位特立独行的老人，她遇到困难时会先自己想办法解决，如果解决不了才去寻求他人帮助。江敏慈的儿媳妇了解了江敏慈的事迹之后认为江敏慈很了不起，是一位新时代的女性。
周春媚在人民日报上表示，江敏慈作为老年人，主动学习新生事物，主动与年轻人交流，不仅有利于增加生活乐趣，更有利于实现自我价值，使人生变得更加有意义，是一件好事。儿孙协助江敏慈制作视频，是孝敬的一种表现，观众对江敏慈表示支持，是尊敬长者的表现。江敏慈制作视频是在向年轻人学习，观众观看江敏慈的视频是在向老一辈的人学习，这种相互学习使得人类社会更好地发展。中国社会科学院社会发展战略研究院研究员田丰表示，江敏慈等老年视频创作者和网络红人的出先，打破了年轻人对于老年人不了解互联网等新生事物的刻板印象。光明日报李睿宸记者评论道，江敏慈等人通过互联网讲述了自己的经历，虽然琐碎，但其真实与生动远超过教科书，对年轻人有教育意义，也能让年轻人感受到来自老一辈人的青春活力。